# Anna Gasser
Anna Maria Gasser (* 16. August 1991 in Villach) ist eine österreichische Snowboarderin, die in den Disziplinen Slopestyle und Big Air startet. Sie ist fünffache Gewinnerin der X-Games (Slopestyle 2017, Big Air 2018, Big Air 2019, Big Air 2020, Big Air 2025) sowie zweifache Weltmeisterin im Big Air 2017 und 2023 und zweifache Olympiasiegerin 2018 und 2022 im Big Air.

## Werdegang
Gasser wuchs in Großdombra in der Gemeinde Millstatt am See auf und ging in Spittal an der Drau zur Schule. Zunächst trainierte sie in der Disziplin Kunstturnen, bevor sie sich 2010 dem Snowboardsport zuwandte. Sie begann ihre internationale Snowboardkarriere schließlich in der Saison 2010/11 bei Wettbewerben der TTR World Snowboard Tour. Dabei erreichte sie bei den Rip Curl Sista Sessions in Mayrhofen mit dem dritten Platz im Railjam ihre erste Podestplatzierung. In der folgenden Saison holte sie im Slopestyle beim „Blue Tomato Plan P“ in Schladming ihren ersten Sieg. Es folgte ein dritter Platz im Slopestyle beim O’Neill Evolution 2012 in Davos. Bei den Snowboard-Weltmeisterschaften 2013 belegte sie Rang 18. Beim O’Neill Pleasure Jam in Schladming im November 2013 belegte sie den zweiten Platz.

### „Cab Double Cork 900“
Im November 2013 gelang ihr als erster Frau der Cab Double Cork 900, ein doppelter Rückwärtssalto mit zweieinhalb schraubenförmigen Drehungen.
Im Jänner 2014 kam sie bei den Snowboard Jamboree in Stoneham auf den dritten Platz und auf den fünften Rang bei den Winter-X-Games 2014 in Aspen. Im FIS-Weltcup erreichte sie 2013 in Cardrona einen vierten sowie in Špindlerův Mlýn einen neunten Rang. Ihr bestes Weltcupergebnis und gleichzeitig den bis dato einzigen Weltcuppodestplatz erreichte sie im Jänner 2014 mit einem dritten Platz in Stoneham.

### Olympische Winterspiele 2014
Die Kärntnerin qualifizierte sich für die Olympischen Winterspiele 2014 in Sotschi auf eigene Initiative, ohne Unterstützung des Österreichischen Skiverbandes (ÖSV). Dort belegte sie in der Qualifikation für den Hauptbewerb den ersten Platz. Im Finale erreichte sie den zehnten Rang.
Zu Beginn der Saison 2014/15 gewann sie beim O’Neill Pleasure Jam in Schladming. Es folgten in der Saison zweite Plätze beim U.S. Snowboarding Grand Prix in Mammoth und bei den Burton US Open 2015 in Vail und ein Sieg im Slopestyle beim Spring Battle in Flachauwinkl im März 2015.
Bei den Snowboard-Weltmeisterschaften 2015 am Kreischberg gewann sie mit ihrem dritten Lauf im Slopestyle die Silbermedaille.

In der folgenden Saison siegte sie im Slopestyle bei der Winter Dew Tour in Breckenridge und im Big Air beim Nine Queens in Serfaus.

### 2016/18 Erfolgswelle im Weltcup, bei den X-Games, Weltmeisterschafts- und Olympiagold
Am 12. November 2016 gewann sie in Mailand gleich ihren allerersten Bewerb im Big-Air-Weltcup und sorgte für den ersten Sieg einer Österreicherin in dieser Disziplin, nachdem es zuvor in der Freestyle-Disziplin mit der Tirolerin Nicola „Niki“ Pederzolli zuletzt einen Halfpipe-Sieg in Serre Chevalier (FRA, 8. März 2003) gegeben hatte.

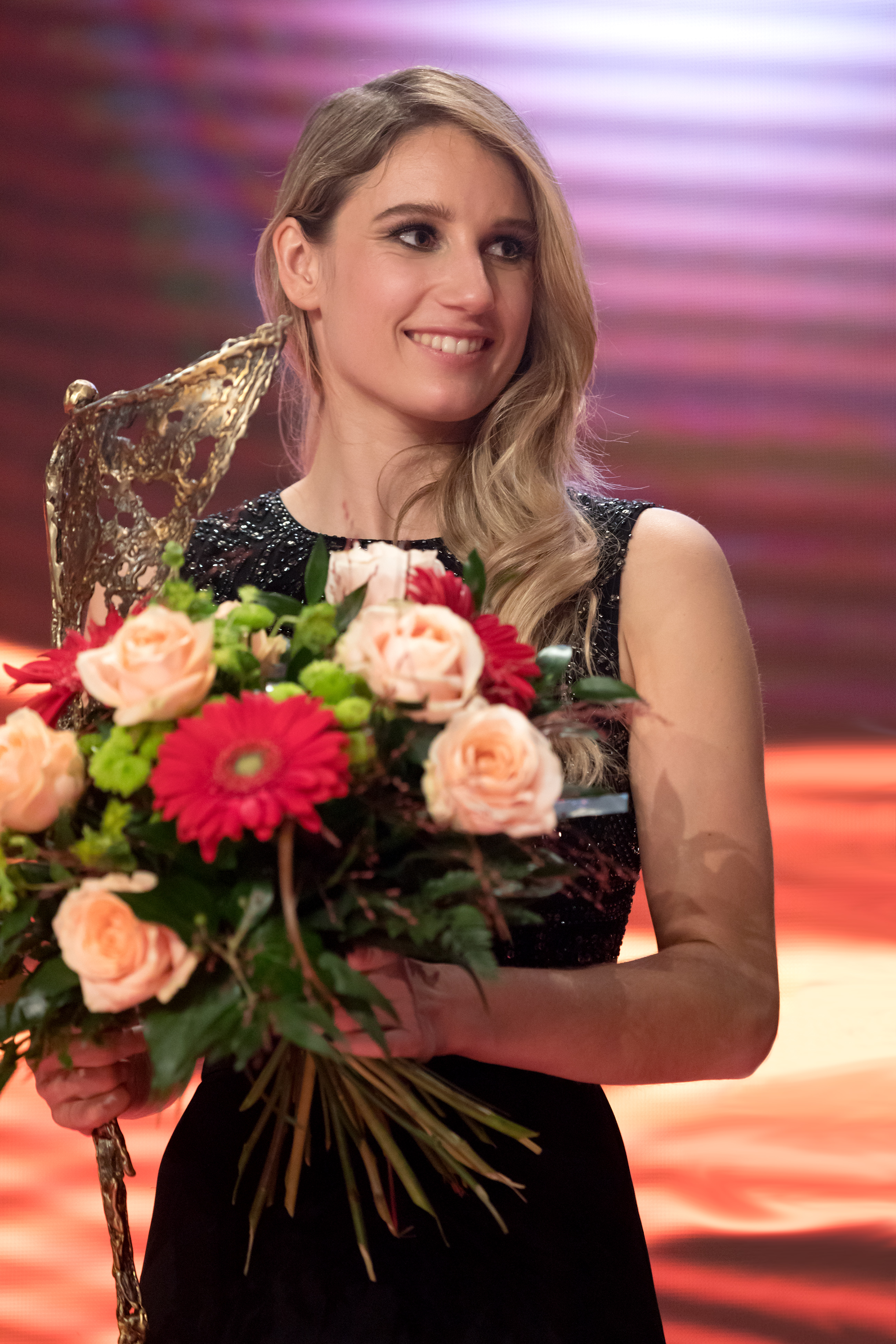
Anna Gasser, ausgezeichnet als Sportlerin des Jahres 2017

Auch die nächsten beiden Bewerbe in Alpensia und Mönchengladbach gewann sie. Im Jänner 2017 siegte sie am Kreischberg erstmals auch in einem Slopestyle-Bewerb. Anschließend wurde sie beim Weltcup in Laax Zweite im Slopestyle und gewann bei den Winter-X-Games 2017 in Aspen die Silbermedaille im Big Air. Im Februar 2017 siegte sie beim Big Air Weltcup in Quebec und gewann damit vorzeitig den Big-Air-Weltcup und den Freestyle-Weltcup. Anfang März 2017 triumphierte sie im Slopestyle bei den Burton US Open in Vail. Beim folgenden Wettbewerb, den X-Games Norway 2017 in Hafjell, holte sie die Bronzemedaille im Big Air und die Goldmedaille im Slopestyle.
Bei den Weltmeisterschaften in der Sierra Nevada gelang ihr am 17. März 2017 im Big Air der Gewinn der Goldmedaille mit einem erstmals gezeigten Double Cork 1080 und der Höchstpunktezahl 100.
Bereits als Siegerin des Freestyle-Weltcups feststehend, verzichtete Gasser auf die Teilnahme beim ab 24. März beginnenden Weltcupfinale in Špindlerův Mlýn; sie sagte, „sie sei seit November im Dauereinsatz gewesen und brauche eine Pause“.
Im November 2017 wurde die 26-Jährige als erste Snowboarderin in Österreich als Sportlerin des Jahres ausgezeichnet. Im selben Monat holte sie in Mailand und in Peking bei den ersten Big-Air-Weltcups der Saison 2017/18 ihren sechsten und siebten Weltcupsieg. Bei den Winter-X-Games 2018 in Aspen holte sie die Goldmedaille im Big Air. Nach den Spielen 2014 war Gasser bei den XXIII. Olympischen Winterspielen im Februar 2018 in Pyeongchang, Südkorea, zum zweiten Mal Teil des österreichischen Teams. Im Slopestyle-Bewerb hatte sie wie zahlreiche ihrer Konkurrentinnen mit dem böigen Wind zu kämpfen und belegte als Favoritin am Ende den 15. Rang. Im erstmals im Rahmen der olympischen Snowboard-Bewerbe ausgetragenen Big Air gewann sie am 22. Februar die Goldmedaille. Im März 2018 wurde sie Zweite im Slopestyle bei den Burton US Open und Erste im Slopestyle beim Spring Battle in Flachauwinkl. Bei den X-Games Norway 2018 in Fornebu errang sie den siebten Platz im Big Air. Die Saison beendete sie auf dem neunten Platz im Freestyle-Weltcup und wie im Vorjahr auf dem ersten Rang im Big-Air-Weltcup.
Im November 2018 konnte sie erstmals den „Cab Triple Underflip 1260“ stehen, einen dreifachen Rückwärtssalto mit halber Drehung.

### 2019 Comeback nach längerer Verletzung
Nachdem sie sich im Jänner 2019 bei den Laax Open einen Haarriss im Sprunggelenk und eine Prellung des Sprungbeins zugezogen hatte, musste sie eine längere Verletzungspause einlegen. Sie verpasste in diesem Jahr die X-Games und die Snowboard-Weltmeisterschaften. Während eines Videoshootings gelang ihr im Mai 2019 in Obergurgl als erster Frau weltweit ein „Cab Double Cork 1260“, das sind dreieinhalb Drehungen um die eigene Achse und zwei Mal über Kopf. Ende August 2019 holte sie bei ihren Comeback bei den X-Games Norway 2019 in Fornebu die Goldmedaille im Big Air.
 Es folgte im Weltcup in Modena der dritte Platz und Mitte Dezember beim Big-Air-Weltcup in Peking Rang zwei hinter der Japanerin Miyabi Onitsuka.
Bei den Winter-X-Games im Jänner 2020 wurde sie Achte im Big Air und Sechste im Slopestyle. Im folgenden Monat errang sie bei den Burton US Open den zweiten Platz im Slopestyle und holte bei den folgenden X-Games Norway die Goldmedaille im Big Air.
In der Saison 2020/21 belegte sie bei den Winter-X-Games 2021 jeweils im Big Air und im Slopestyle den siebten Platz und bei den Snowboard-Weltmeisterschaften 2021 den sechsten Platz im Slopestyle und den vierten Rang im Big Air. Im März 2021 gewann sie beim abschließenden Slopestyle-Weltcup in Silvaplana (Schweiz) nach 2016/17 erneut den Freestyle-Gesamtweltcup und die Slopestyle-Wertung 2020/21.
Einen Tag nachdem ihr Partner Clemens Millauer (* 1994) mit einem Knöchelbruch nach Hause fliegen musste, konnte sie ihren Titel am 15. Februar 2022 im Big Air mit einem Cab Double Cork 1260 bei den Olympischen Winterspielen 2022 verteidigen.
Bei den Snowboard-Weltmeisterschaften 2023 in Bakuriani in Georgien belegte sie den 7. Platz im Slopestyle Bewerb und am 4. März 2023 wurde sie erneut Weltmeisterin im Big Air Bewerb.
Am 11. Jänner 2025 konnte sie beim Weltcup im steirischen Kreischberg ihren insgesamt zwölften Weltcupsieg feiern und zeigte zum ersten Mal einen „Cab Triple Cork 1260 mit Drunk-Driver-Grab“.
Anna Gasser lebt in Millstatt am See.

## Erfolge

### Olympische Winterspiele
- Pyeongchang 2018: 1. Platz, Big Air
- Peking 2022: 1. Platz, Big Air

### Weltmeisterschaften
- Kreischberg 2015: 2. Platz, Slopestyle
- Sierra Nevada 2017: 1. Platz, Big Air
- Bakuriani 2023: 1. Platz, Big Air

### Weltcupsiege und Weltcup-Gesamtplatzierungen
Gasser errang im Weltcup bisher 31 Podestplätze, davon 13 Siege:

#### Weltcupsiege
| Nr. | Datum             | Ort             | Disziplin  |
| --- | ----------------- | --------------- | ---------- |
| 1.  | 12. November 2016 | Mailand         | Big Air    |
| 2.  | 26. November 2016 | Pyeongchang     | Big Air    |
| 3.  | 3. Dezember 2016  | Mönchengladbach | Big Air    |
| 4.  | 14. Jänner 2017   | Kreischberg     | Slopestyle |
| 5.  | 11. Februar 2017  | Québec          | Big Air    |
| 6.  | 11. November 2017 | Mailand         | Big Air    |
| 7.  | 25. November 2017 | Peking          | Big Air    |
| 8.  | 24. November 2018 | Peking          | Big Air    |
| 9.  | 20. März 2021     | Aspen           | Slopestyle |
| 10. | 27. März 2022     | Silvaplana      | Slopestyle |
| 11. | 14. Jänner 2023   | Kreischberg     | Big Air    |
| 12. | 2. Dezember 2023  | Peking          | Big Air    |
| 13  | 11. Jänner 2025   | Kreischberg     | Big Air    |

#### Weltcup-Gesamtplatzierungen
| Saison  | Park & Pipe | Park & Pipe | Slopestyle | Slopestyle | Big Air | Big Air |
| Saison  | Punkte      | Platz       | Punkte     | Platz      | Punkte  | Platz   |
| ------- | ----------- | ----------- | ---------- | ---------- | ------- | ------- |
| 2012/13 | 308         | 44.         | 308        | 17.        | -       | -       |
| 2013/14 | 1119        | 13.         | 1119       | 5.         | -       | -       |
| 2016/17 | 5800        | 1.          | 2200       | 3.         | 4800    | 1.      |
| 2017/18 | 2000        | 9.          | -          | -          | 2000    | 1.      |
| 2018/19 | 2640        | 4.          | 1040       | 6.         | 1600    | 4.      |
| 2019/20 | 1400        | 25.         | -          | -          | 1400    | 5.      |
| 2020/21 | 255         | 1.          | 195        | 1.         | 60      | 3.      |
| 2021/22 | 340         | 2.          | 180        | 6.         | 160     | 1.      |
| 2022/23 | 300         | 4.          | 120        | 7.         | 180     | 3.      |
| 2023/24 | 280         | 8.          | 120        | 6.         | 160     | 6.      |
| 2024/25 | 303         | 8.          | 95         | 12.        | 208     | 4.      |

### Winter-X-Games
- Winter-X-Games 2017: 2. Platz Big Air
- X-Games Norway 2017: 1. Platz Slopestyle, 3. Platz Big Air
- Winter-X-Games 2018: 1. Platz Big Air
- X-Games Norway 2019: 1. Platz Big Air
- X-Games Norway 2020: 1. Platz Big Air
- Winter-X-Games 2025: 1. Platz Big Air

### US Open
- Burton US Open 2015: 2. Platz Slopestyle
- Burton US Open 2017: 1. Platz Slopestyle
- Burton US Open 2018: 2. Platz Slopestyle
- Burton US Open 2020: 2. Platz Slopestyle

### Spring Battle
- Spring Battle 2015: 1. Platz Slopestyle
- Spring Battle 2018: 1. Platz Slopestyle
- Spring Battle 2022: 1. Platz Big Air
- Spring Battle 2024: 2. Platz Slopestyle

### Weitere Siege und Podestplatzierungen
- O’Neill Evolution 2012: 3. Platz Slopestyle
- O’Neill Pleasure Jam 2014: 2. Platz Slopestyle
- O’Neill Pleasure Jam 2015: 1. Platz Slopestyle
- U.S. Snowboarding Grand Prix 2015 in Mammoth: 2. Platz Slopestyle
- O’Neill Pleasure Jam 2016: 2. Platz Slopestyle
- Winter Dew Tour 2016 in Breckenridge: 1. Platz Slopestyle
- Nine Queens 2016: 1. Platz Big Air

## Auszeichnungen
- 2017, 2018, 2022: Österreichs Sportlerin des Jahres[23]
- 2018: Nominierung für den Action-Sportler des Jahres durch die Laureus Stiftung[24]
- 2018: Kärntner Landesorden in Silber[25]
- 2022: Kärntner Landesorden in Gold[26][27]

## Film
- 2021: Anna Gasser – Der Funke in mir/The Spark Within, Dokumentation, Pablo Films/Red Bull Media House[28]